# کرویتسبرگ
کرویتسبرگ (به آلمانی: Berlin-Kreuzberg) یک منطقهٔ مسکونی در آلمان است که در فریدرایشسهاین-کرویتسبرگ واقع شده‌است. کرویتسبرگ ۱۵۳٬۸۸۷ نفر جمعیت دارد.

## خواهرخوانده
شهرهای شچچین و پرتا وستفالیکا خواهرخوانده‌های کرویتسبرگ هستند.